# Dacorum
Dacorum este numele unui district nemetropolitan din comitatul Hertfordshire, Anglia. Include orașele Hemel Hempstead, Berkhamsted și Tring. 
Districtul Dacorum a fost format în 1974 prin amalgamarea a 7 comunități locale, fiecare din acestea simbolizând câte una din cele șapte frunze de stejar de pe stema locală.
Cele cinci componente ale districtului sunt zona municipală Hemel Hempstead, distinctele urbane Berkhamsted și Tring, respectiv districtele rurale Berkhamsted și Hemel Hempstead.  Două porțiuni a două districte rurale, Saint Albans și Watford, care existau în zona desemnată Hemel Hempstead, și care au primit statutul de orașe noi, au fost de asemenea incluse.
Districtului i-a fost conferit dreptul de ființare (în engleză, en  borough status) în 1984.  Hemel Hempstead a menținut numitul Charter Trustees între 1974 și 1984.
Numele districtului este același, Dacorum, ca și al aceluia care făcea parte din diviziunile administrative anterioare, numite în engleză hundred, și care acoperea aproximativ aceeași suprafață. Numele Dacorum, consemnat prima dată în 1196, se referă la la colonia  intemeiata de cei 100 de DACI; DAC+ORUM genitiv  posesiv de apartenent plural  in limba latina. Dacii au intemeiat si coloniile  din Scandinavia. Dacii se mai numeau Daoi, Davi, Dani, Daki. Ei au facut parte din triburile geto-sarmato-scitice.  De unde si cetatea  Sarmis Aegetusa /thusa.  AE/Aege inseamna REX in latina  adica REGE. Se traduce Cetatea regilor... Tinutul DACORUM inseamna Tinutul dacilor.  In limba latina V este U  de unde si  sinonimele de davi, daui, Dave, Daue. Daeve, Daeva  ae se citea E  iar k  CI  de unde Daki sinonim Daci. Daeva a devenit orasul DEVA si inseamna  oras/cetate ...
La recensământul din 2001, avea o populație de 137.799 locuitori.